# 14327 Lemke
14327 Lemke eller 1980 FE2 är en asteroid i huvudbältet som upptäcktes den 16 mars 1980 vid Europeiska sydobservatoriet (ESO) av Uppsala astronomen Claes-Ingvar Lagerkvist. Den är uppkallad efter den tyske astronomen Dietrich Lemke.
Asteroiden har en diameter på ungefär 9 kilometer.